# 王恪 (永樂進士)
王恪（？—？），江西九江府湖口縣人，明朝政治人物。

## 生平
永樂二年（1404年）甲申科進士，授大理寺評事，升廣東道監察御史，出為湖廣按察司僉事，升廣東布政使司右參議，工部取差運木，完工後致仕歸里。擅長書法。